# B&W Hallerne
B&W Hallerne (Nederlands: B&W-hallen) is een voormalig industrieel complex op het eiland Refshaleøen in Kopenhagen, Denemarken. Het complex, bestaande uit twee grote hallen, werd in de jaren 1960 gebouwd door Burmeister & Wain en deed dienst als scheepswerf. In 1996 werden de hallen gesloten. In 2011 werd het complex gerenoveerd, waarna het werd geopend voor culturele activiteiten.
Op 2 september 2013 maakte Danmarks Radio bekend dat het B&W Hallerne had uitgekozen als locatie voor het Eurovisiesongfestival 2014. Het festival vond plaats in Zaal 2, die werd omgebouwd tot een volwaardige indoorarena die plaats bood aan 11.000 toeschouwers. Zaal 1 deed tijdens het festival dienst als Eurovision Island, een locatie voor randactiviteiten.

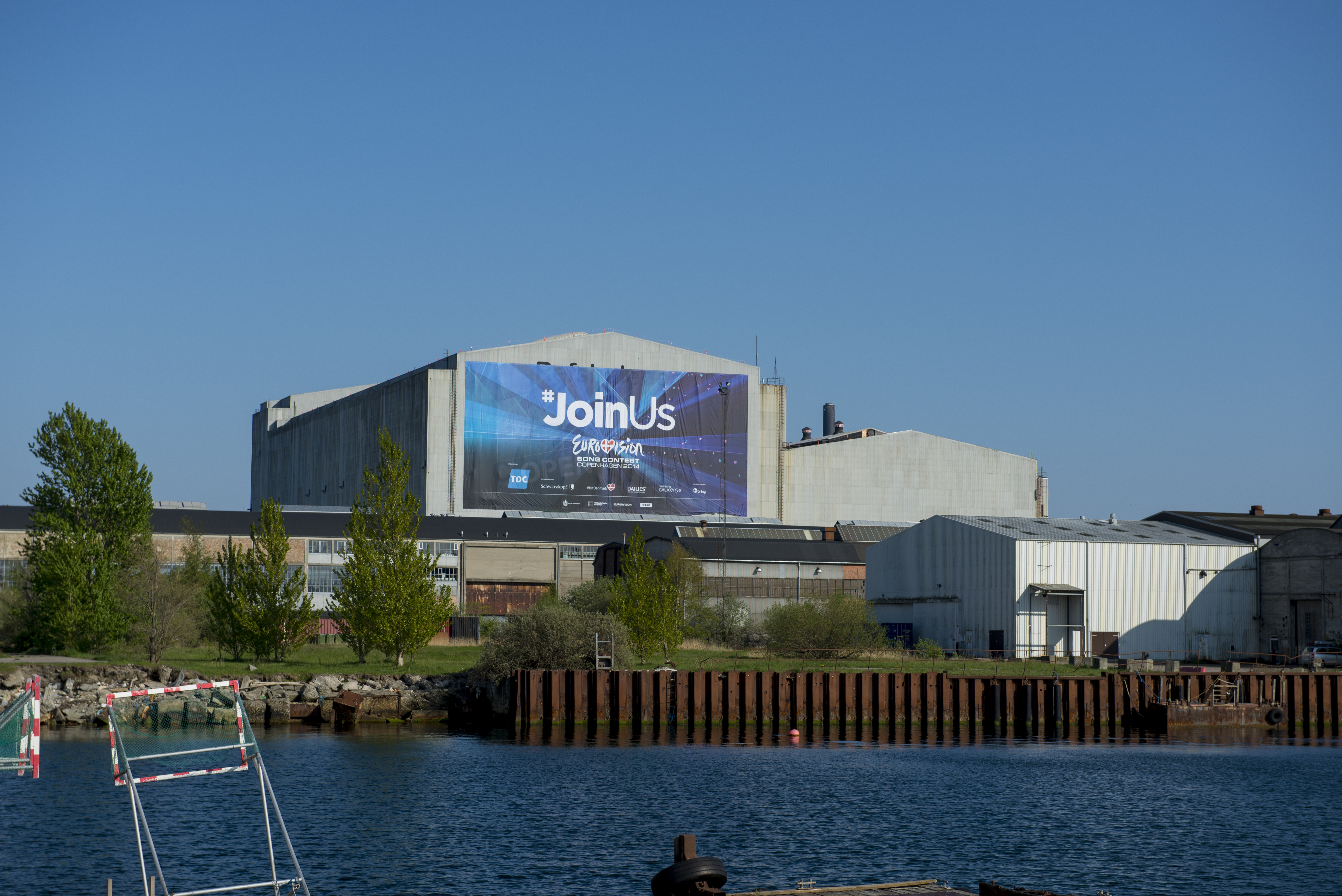
De twee hallen tijdens het Eurovisiesongfestival 2014